# 象山村 (新墨西哥州)
象山村（英語：Elephant Butte）是一個位於美國新墨西哥州謝拉縣的城市。

## 人口
根據2020年美國人口普查的數據，象山村的面積為10.85平方千米，當中陸地面積為10.82平方千米，而水域面積為0.03平方千米。當地共有人口1447人，而人口密度為每平方千米133人。